# Bělá nad Radbuzou
Bělá nad Radbuzou (německy Weißensulz) je město v okrese Domažlice v Plzeňském kraji. Leží na řece Radbuze a železniční trati Domažlice – Planá u Mariánských Lázní, při východním okraji CHKO Český les, 22 kilometrů severoseverozápadně od Domažlic a 50 kilometrů západojihozápadně od Plzně. Západní okraj území obce se nachází na státní hranici s Německem. Na území obce je hraniční přechod Železná - Eslarn. Žije zde přibližně 1 800 obyvatel. 

## Historie

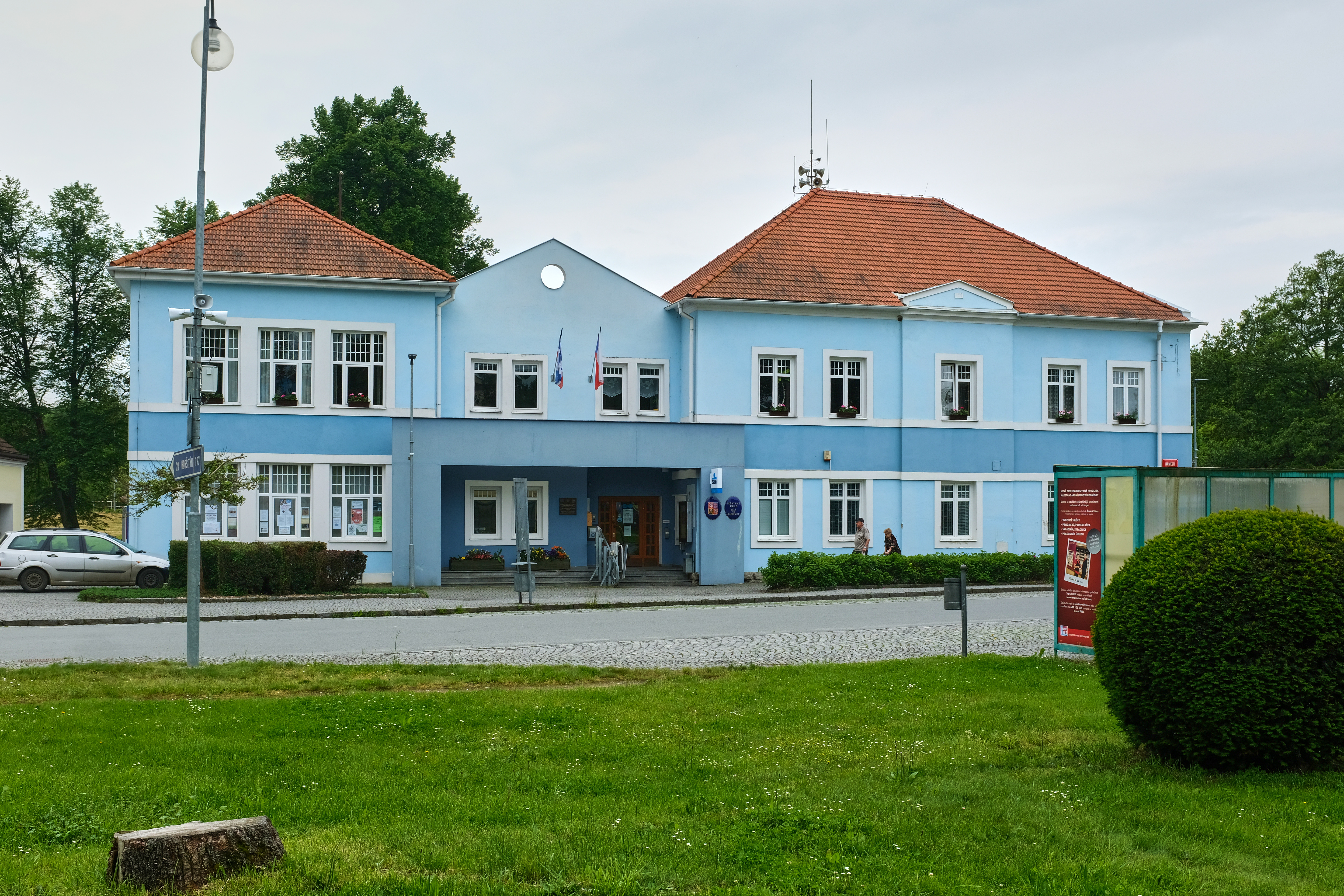
Budova radnice

První písemná zmínka o obci pochází z roku 1121. V letech 1938 až 1945 byla Bělá nad Radbuzou v důsledku uzavření Mnichovské dohody přičleněna k nacistickému Německu.
V roce 1964 byla obec určena městem. V roce 1991 požádalo město o zrušení tohoto určení, čemuž nebylo vyhověno, protože zákon o obecním zřízení nezná takovýto postup.
Od roku 1997 je součástí místního Sboru dobrovolných hasičů poloprofesionální dvanáctičlenná výjezdová jednotka.

## Obyvatelstvo
Při sčítání lidu v roce 1921 zde žilo 1 743 obyvatel, z toho 59 Čechoslováků, 1 674 Němců, jeden židovské národnosti a 9 cizozemců. K římskokatolické církvi se hlásilo 1 714 obyvatel, 11 k evangelické, dva k československé, osm k izraelské, sedm bylo jiného vyznání a jeden obyvatel byl bez vyzvání.
| Rok            | 1869  | 1880  | 1890  | 1900  | 1910  | 1921  | 1930  | 1950  | 1961  | 1970  | 1980  | 1991  | 2001  | 2011  | 2021  |
| -------------- | ----- | ----- | ----- | ----- | ----- | ----- | ----- | ----- | ----- | ----- | ----- | ----- | ----- | ----- | ----- |
| Počet obyvatel | 6 029 | 6 608 | 6 614 | 6 634 | 6 966 | 6 885 | 6 786 | 2 020 | 1 765 | 1 712 | 1 573 | 1 707 | 1 727 | 1 735 | 1 719 |
| Počet domů     | 715   | 802   | 808   | 852   | 887   | 954   | 1 113 | 634   | 391   | 351   | 320   | 376   | 412   | 447   | 461   |

| Rok            | 1869  | 1880  | 1890  | 1900  | 1910  | 1921  | 1930  | 1950 | 1961  | 1970  | 1980  | 1991  | 2001  | 2011  | 2021  |
| -------------- | ----- | ----- | ----- | ----- | ----- | ----- | ----- | ---- | ----- | ----- | ----- | ----- | ----- | ----- | ----- |
| Počet obyvatel | 1 627 | 1 777 | 1 649 | 1 717 | 1 834 | 1 743 | 1 844 | 952  | 1 005 | 1 149 | 1 093 | 1 341 | 1 392 | 1 383 | 1 361 |
| Počet domů     | 179   | 201   | 199   | 221   | 237   | 258   | 313   | 227  | 239   | 210   | 206   | 233   | 253   | 279   | 286   |

## Městská správa

### Části města
- Bělá nad Radbuzou
- Bystřice
- Čečín
- Černá Hora
- Doubravka
- Hleďsebe
- Karlova Huť
- Nový Dvůr
- Pleš
- Smolov
- Újezd Svatého Kříže
- Železná

### Městské symboly
Vlajka byla městu udělena rozhodnutím předsedy Poslanecké sněmovny Parlamentu České republiky dne 19. ledna 2007.

## Pamětihodnosti
- Kostel Panny Marie Bolestné
- Kamenný most se sochami přes řeku Radbuzu, vybudovaný v první polovině 18. století
- Klasicistní most přes Bezděkovský potok
- Tvrz z roku 1614, přestavěná v 17. století na zámek

## Sousední obce
Sousední obce jsou: Třemešné, Stráž u Tachova, Hostouň, Mutěnín, Rybník nad Radbuzou, Stadlern, Schönsee a Eslarn.
| Růžice kompasu | Eslarn 16 km   | Třemešné 5 km             | Stráž u Tachova 12 km | Růžice kompasu |
| Růžice kompasu | Schönsee 24 km | Sever                     | Hostouň 8 km          | Růžice kompasu |
| Růžice kompasu | Schönsee 24 km | Bělá nad Radbuzou         | Hostouň 8 km          | Růžice kompasu |
| Růžice kompasu | Schönsee 24 km | Jih                       | Hostouň 8 km          | Růžice kompasu |
| Růžice kompasu | Stadlern 31 km | Rybník nad Radbuzou 13 km | Mutěnín 10 km         | Růžice kompasu |

## Partnerská města
- Eslarn, Německo
- Hindelbank, Švýcarsko

## Galerie

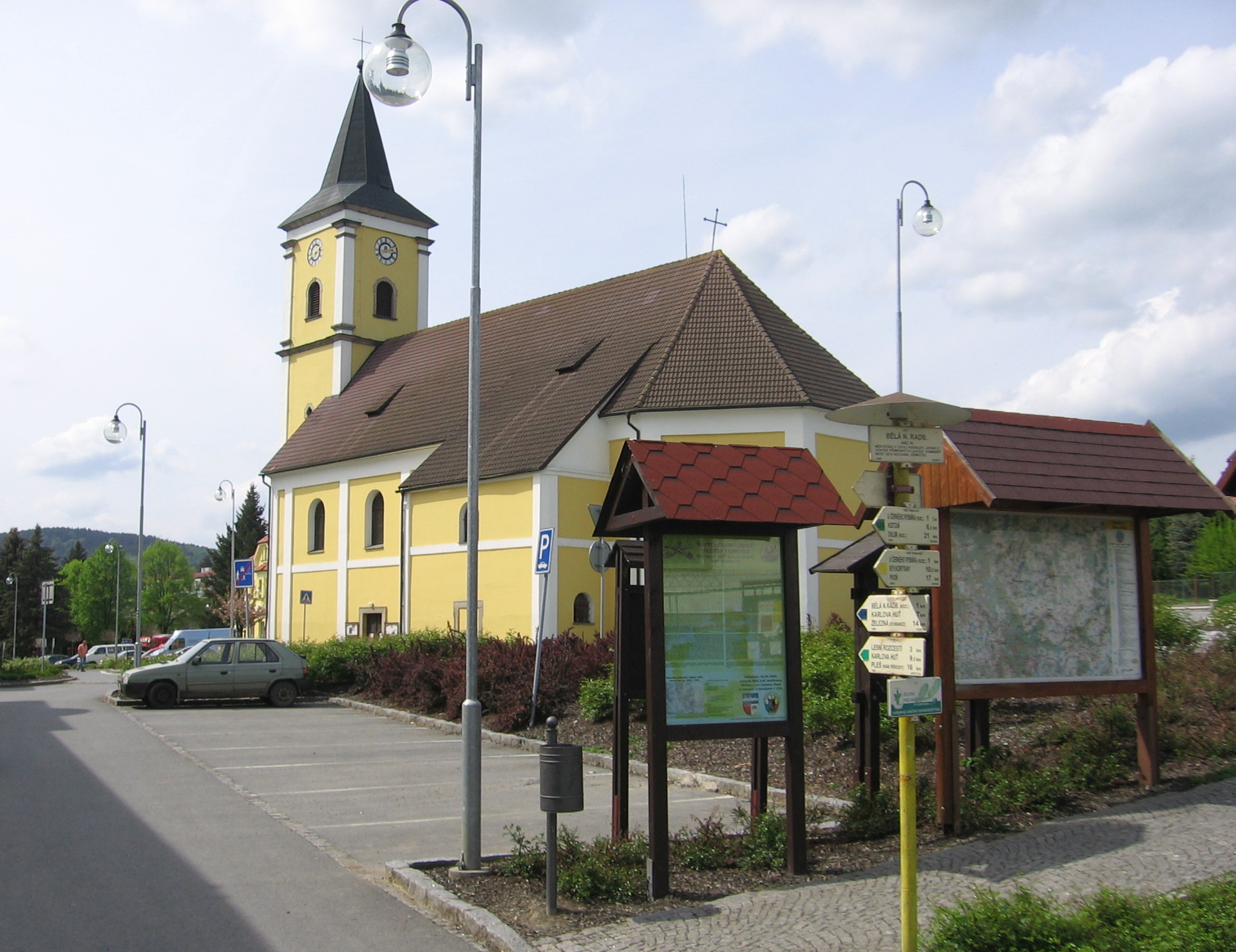
Kostel Panny Marie Bolestné
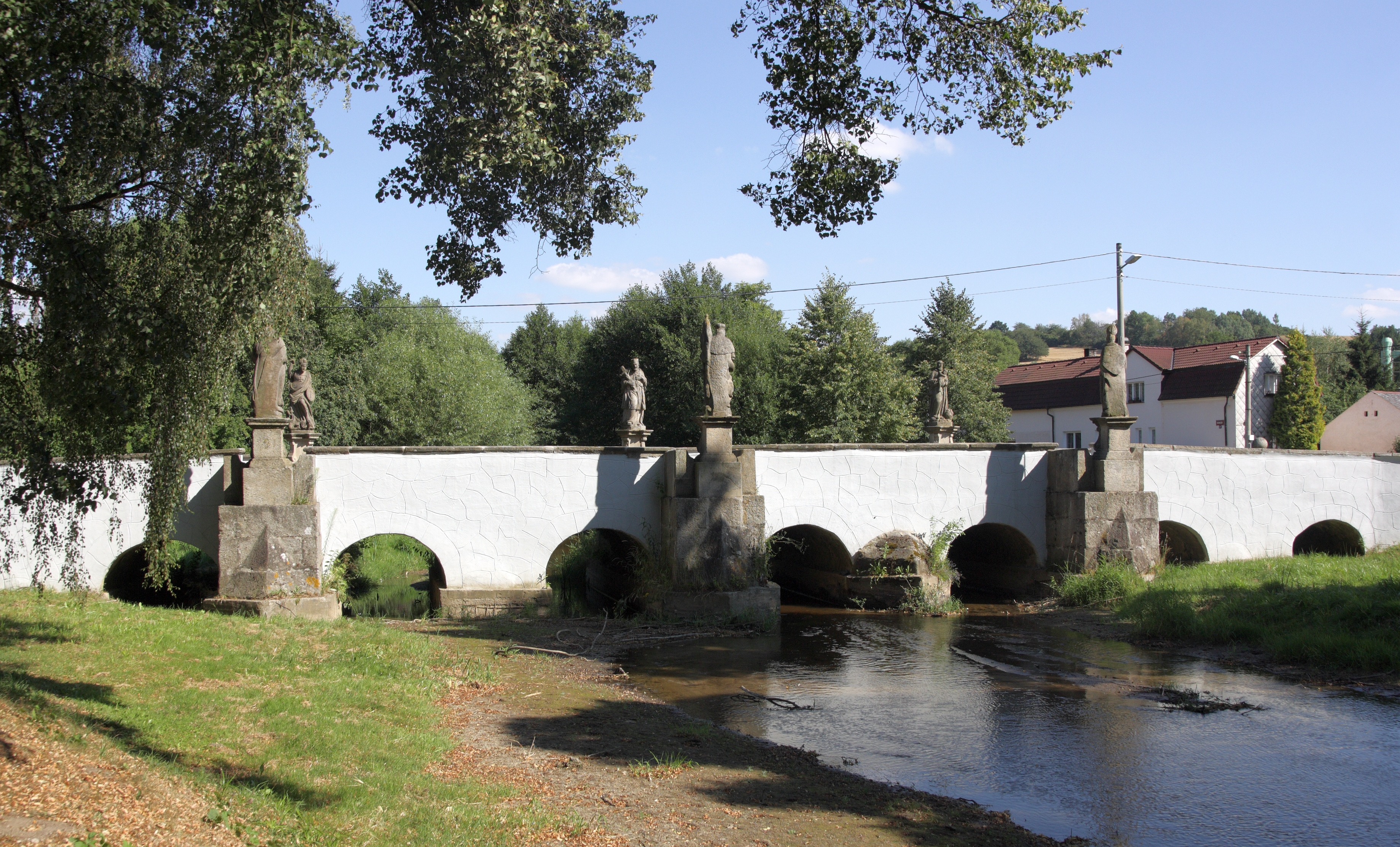
Kamenný most přes Radbuzu
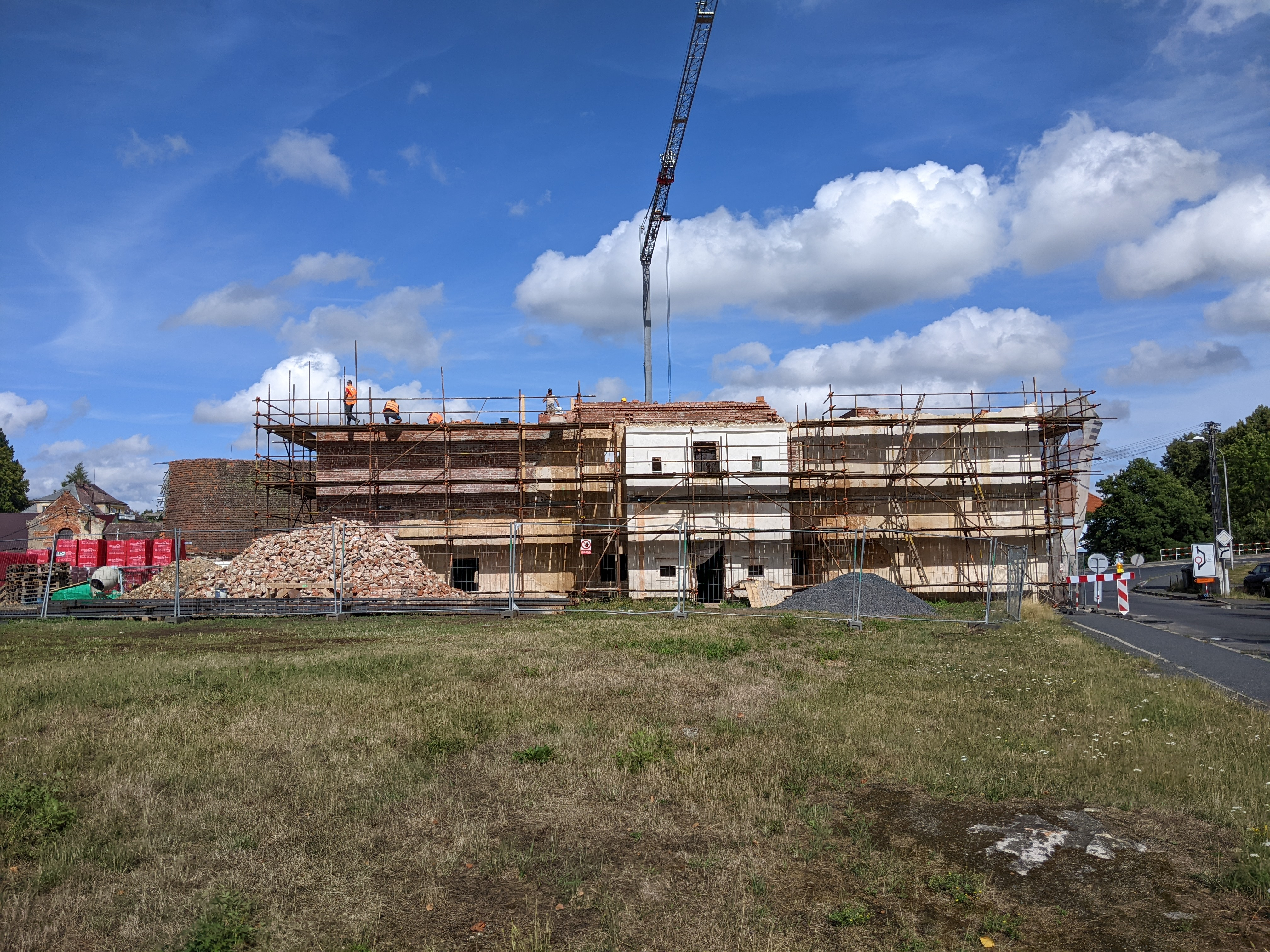
Oprava zámečku (léto 2023)
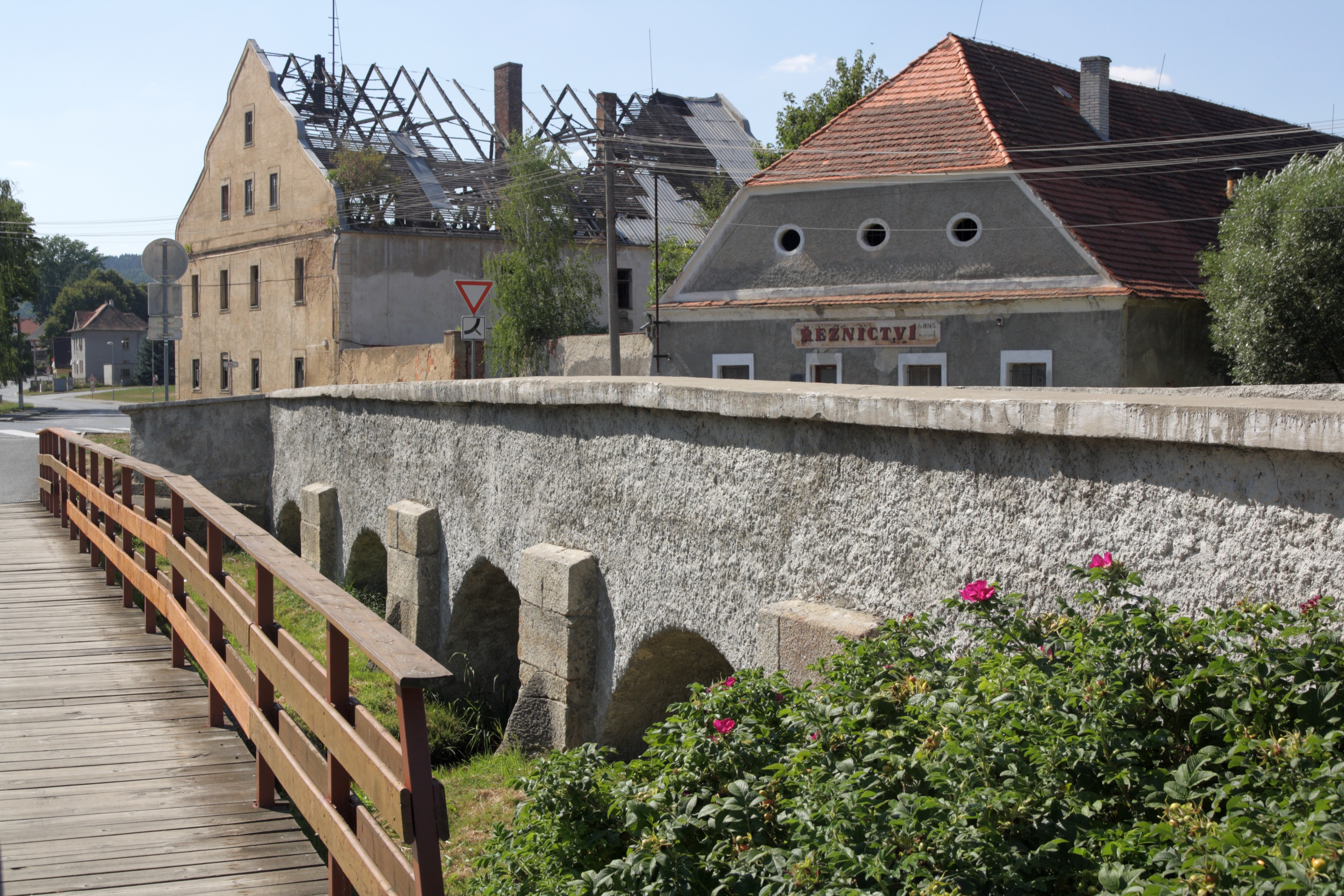
Most přes Bezděkovský potok, v pozadí zámek
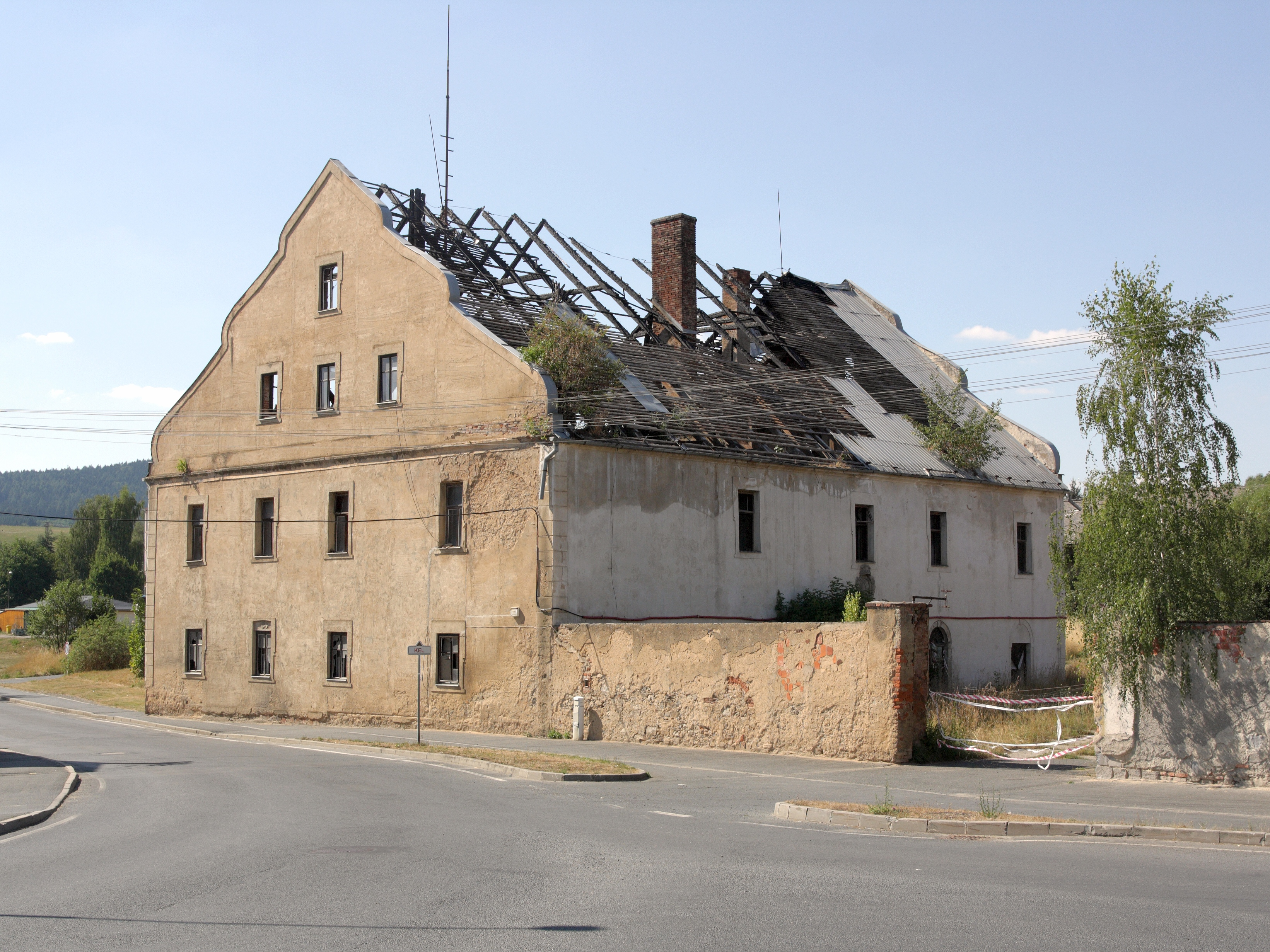
Vyhořelý zámek (stav v srpnu 2015)
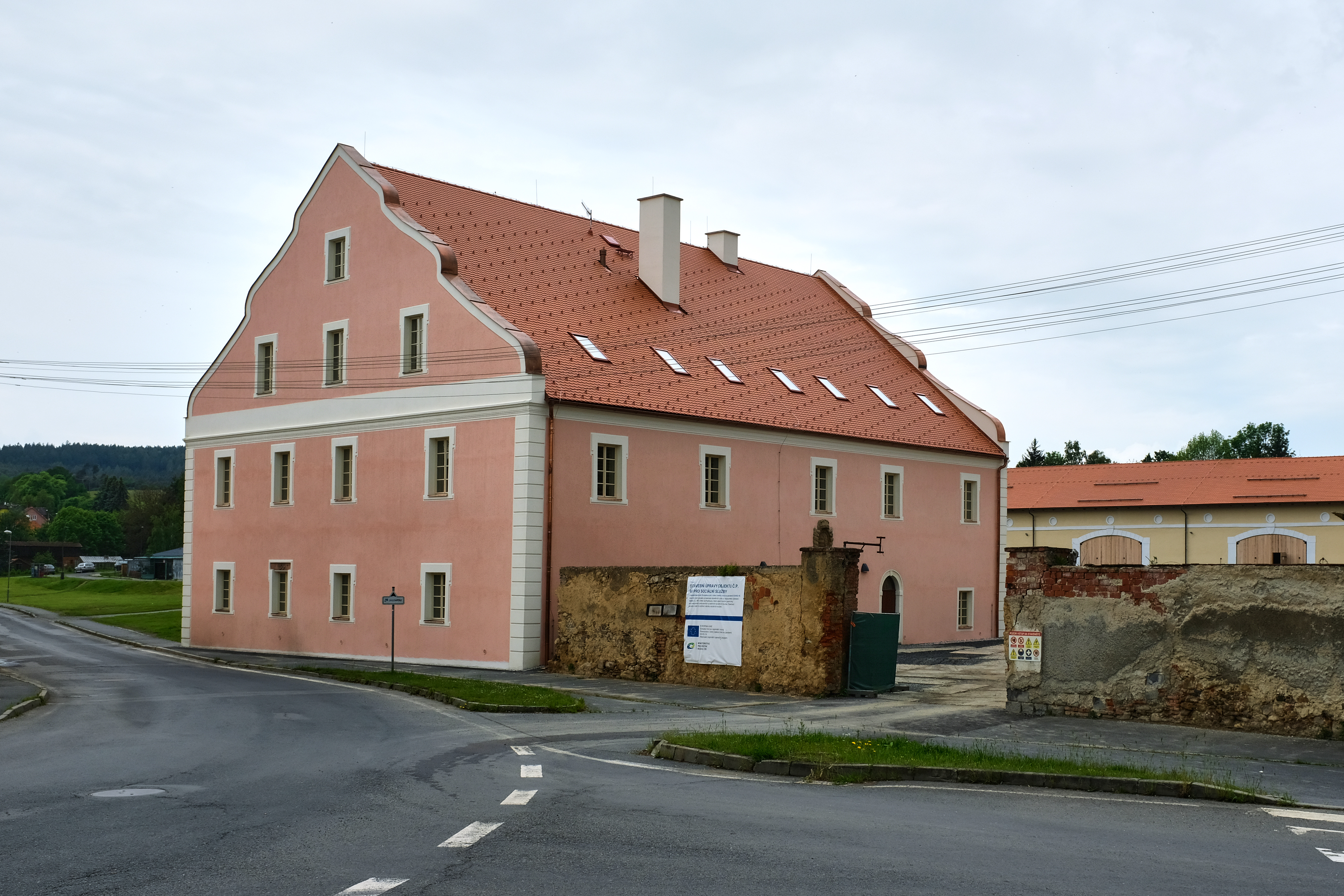
Zámek v květnu 2024